# Krywonosowe (obwód kirowohradzki)
Krywonosowe (ukr. Кривоносове, do 2016 Czerwonozoriwka, ukr. Червонозорівка) – wieś na Ukrainie, w obwodzie kirowohradzkim, w rejonie kropywnyckim, w hromadzie Ketrysaniwka. W 2001 liczyła 391 mieszkańców, spośród których 376 wskazało jako ojczysty język ukraiński, 5 rosyjski, 5 mołdawski, 1 białoruski, a 4 gagauski.